# Caiseal Mór
Pour les articles homonymes, voir Mor (homonymie).
Caiseal Mór est un musicien et romancier australien de fantasy, d'origine irlandaise. 

## Biographie
Quand il était enfant, Mór a été diagnostiqué autiste, ce qui a été gardé secret jusqu'à la publication de son autobiographie A Blessing and a Curse; Autism and Me en 2007. Ses thèmes récurrents sont la religion, la théologie, les dieux et les divinités, la magie, la royauté et l'antiquité. Ses livres sont publiés en Irlande et en Écosse.
Son dernier album Dreaming Tree - The Green Album a été publié en février 2013. Son dernier livre non-fictionnel What is Magic? a été publié en septembre 2009.
Mór a un style tribal, fait à base de tambours et de matériaux recyclés. Il organise des ateliers de transe et percussions à l'aide de ces objets d'art musicaux. Il fait des tournée dans le monde, offrant des évènements de rêveries musicales avec son groupe Dreaming Tree, formé en 2012. En juillet 2013, il a fait une tournée en Suède.

## Publications

### Fantasy fiction

#### LesWanderers
- The Circle and the Cross (1995)
- The Song of the Earth (1996)
- The Water of Life (1997)

#### Trilogie Watcher
- The Meeting of the Waters (2002)
- King of Sleep (2002)
- Raven Game (2003)

### Autres fictions fantaisistes
- The Tilecutters Penny (1998)
- The Harp at Midnight (1999)
- Carolan's Concerto (2001)
- Lady of the Lamp (2008)

#### TrilogieWellspring
- Well of Yearning (2004)
- Well of the Goddess (2005)
- Well of Many-Blessings (2005)

### Non-fictionnels
- Scratches in the Margin (1996)
- The Moon on the Lake (1995)
- What is Magic?[1] (2009)
- What is Magic? the Ebook[2] (2011)

### Autobiographie
- A Blessing and a Curse; Autism and Me (2007) published by Jessica Kingsley Publishers, published May 2007

## Musique et albums parlés
- The Well of Yearning (accompagné de la nouvelle Well-Spring Trilogy)
- Beautiful Hands[3] (Celtic Harp)
- Divine Passion - Rain Water (Creative Trance)
- Loom of Music[4] (Celtic Harp)
- Divine Passion - Air (Creative Trance)
- What is Magic?[5] (Creative Trance) (2009)
- Flow[6] (Creative Trance) (2010)
- Alchemy for the Heart[7] (Creative Trance) (2011)
- Dreaming Tree - Red[8] (Creative Trance) (2012)
- Dreaming Tree[9] (Dreaming Music and Creative Trance) (2013)